# Marstonia ozarkensis
Marstonia ozarkensis е вид коремоного от семейство Hydrobiidae. Видът е критично застрашен от изчезване.